# Seine schönsten Hits
Seine schönsten Hits è un album raccolta del cantautore italiano Angelo Branduardi, pubblicato nel 2009 in Germania dall'etichetta discografica Edel Records.

## Tracce
1. La luna 2:57
2. Confessioni di un malandrino 5:02
3. La serie dei numeri 5:01
4. Il dono del cervo 3:10
5. Alla fiera dell'Est 5:33
6. Sotto il tiglio 3:00
7. La pulce d'acqua 5:00
8. Ballo in fa diesis minore 6:47
9. Il ciliegio
10. Cogli la prima mela 3:30
11. Il signore di Baux
12. La volpe
13. Il violinista di Dooney
14. Tango 3:58
15. Madame 4:24
16. Si può fare 5:00
17. Domenica e lunedì 3:52
18. Fou de Love 4:36